# Болычево (Московская область)
Болычево — село в Волоколамском районе Московской области России. Входит в состав сельского поселения Осташёвское. Население — 665 чел. (2010).

## География
Село Болычево расположено на западе Московской области, в юго-западной части Волоколамского района, в 33 км к юго-западу от города Волоколамска и в 34 км северо-западнее города Можайска, на берегу реки Исконы (бассейн Москвы).
В селе 7 улиц — Молодёжная, Нижняя, Новая, Первомайская, Советская, Центральная и Школьная, зарегистрировано садовое товарищество. Связано автобусным сообщением с районным центром и селом Карачарово.
Ближайшие населённые пункты — посёлок Тяжинка, деревни Хатанки и Новоболычево.

## Население
| 1852 | 1859 | 1926 | 2002 | 2006  | 2010 |
| ---- | ---- | ---- | ---- | ----- | ---- |
| 53   | ↗70  | ↘37  | ↗675 | ↗1159 | ↘665 |

## История
Село Тягощь в начале XVII столетия находилось Можайскаго уезда в дворцовой Тягожской волости. В нем изстари была церковь св. Троицы, которая, вероятно, была разорена Литвою. В 7174 г. при этом селе находилась деревня Болычева.— Исторические материалы о церквах и сёлах XVI—XVIII ст.
В 1678 году на старом церковном месте была построена церковь Живоначальной Троицы.
В 1680 году относившаяся к приходу церкви Иоанна Предтечи в селе Алисавине деревня Булычева приписана к Троицкой церкви. Впоследствии Троицкое называлось «село Булычево и Болычево».
26 июня 1729 года по челобитью графа Скавронского, вотчиной которого село являлось, был запечатан указ о строении вместо ветхой деревянной Троицкой церкви новой во имя тех же престолов.
Усадьба в селе построена на рубеже XVIII—XIX веков Л. К. Разумовским. В настоящее время от усадебного комплекса осталось лишь несколько удаленных друг от друга строений.
В «Списке населённых мест» 1862 года Булычева (Болычево) — владельческое село 2-го стана Можайского уезда Московской губернии по левую сторону торгово-просёлочного Гжатского тракта, в 35 верстах от уездного города, при речке Малой Искони, с 11 дворами, православной церковью и 70 жителями (25 мужчин, 45 женщин).
По данным 1890 года входило в состав Карачаровской волости Можайского уезда, в селе располагалась квартира пристава.
По материалам Всесоюзной переписи 1926 года — село Карачаровского сельсовета Карачаровской волости Можайского уезда, проживало 37 жителей (20 мужчин, 17 женщин), насчитывалось 7 хозяйств, среди которых 6 крестьянских.
С 1929 года — населённый пункт в составе Можайского района Московского округа Московской области. Постановлением ЦИК и СНК от 23 июля 1930 года округа как административно-территориальные единицы были ликвидированы.
1929—1939 гг. — село Карачаровского сельсовета Можайского района.
1939—1954 гг. — село Карачаровского сельсовета Осташёвского района.
1954—1957 гг. — центр Болычевского сельсовета Осташёвского района.
С 7 декабря 1957 года — центр Болычевского сельсовета Можайского района, а с 31 декабря того же года — Болычевского сельсовета Волоколамского района.
1958—1963 гг. — центр Болычевского сельсовета Волоколамского района.
1963—1965 гг. — центр Болычевского сельсовета Волоколамского укрупнённого сельского района.
1965—1994 гг. — центр Болычевского сельсовета Волоколамского района.
В 1994 году Московской областной думой было утверждено положение о местном самоуправлении в Московской области, сельские советы как административно-территориальные единицы были преобразованы в сельские округа.
1994—2006 гг. — центр Болычевского сельского округа Волоколамского района.
С 2006 года — деревня сельского поселения Осташёвское Волоколамского муниципального района Московской области.

## Достопримечательности
Троицкий храм (неработающий), постройка датируется 1812 годом. Состояние близкое к аварийному, так как в советское время там располагался склад сельскохозяйственных удобрений и с того времени ремонт в храме не производился. Тем не менее, остатки настенной росписи и основная часть конструкции сохранились. Церковь Святой Троицы имеет статус памятника архитектуры местного значения.
- Общий вид
- Входной проём
- Вид сбоку